# Прибрежный аквальный комплекс в селе Солнечногорское и селе Малореченское
Прибрежный аквальный комплекс в селе Солнечногорское и селе Малореченское (укр. Прибережний аквальний комплекс у селі Сонячногірське та селі Малоріченське, крымскотат. Quru Özen ve Küçük Özen köylerinde yalı akval kompleksi, Къуру Озен ве Кучюк Озен койлеринде ялы акваль комплекси) — гидрологический памятник природы, расположенный на территории городского округа Алушта (Крым). Площадь — 60 км².

## История
Статус памятника природы присвоен Решением исполнительного комитета Крымского областного Совета народных депутатов от 22.02.1972 № 97.
Является государственным памятником природы регионального значения, согласно Распоряжению Совета министров Республики Крым от 05.02.2015 № 69-р «Об утверждении Перечня особо охраняемых природных территорий регионального значения Республики Крым».

## Описание
Статус памятника природы присвоен с целью сохранения, возобновления и рационального использования типичных и уникальных природных комплексов. На территории памятника природы запрещается или ограничивается любая деятельность, если она противоречит целям его создания или причиняет вред природным комплексам и их компонентам.
Памятник природы занимает прибрежную полосу акватории Чёрного моря — между сёлами Солнечногорское и Малореченское. Берег занят другим памятником природы Участок побережья между селом Солнечногорское и селом Малореченское.

## Природа
Объект охраны — прибрежный аквальный комплекс (участок акватории).
Тип берега — абразивный.